# 弗朗索瓦·加涅潘
弗朗索瓦·加涅潘（法語：François Gagnepain，1866年9月23日—1952年1月25日）是一名法國植物學家。標準的植物學作者縮寫Gagnep.適用於由加涅潘描述的植物。
加涅潘與阿希爾·歐仁·菲內一起命名了番荔枝科植物中的許多物種。卡爾·莫里茨·舒曼以他的名字命名Gagnepainia屬（薑科）。1907年，法國科學院授予他科恩西獎（Prix de Coincy）。

## 部分著作
- Topographie botanique des environs de Cercy-la-Tour (Nièvre), Société d'histoire naturelle d'Autun, 1900－塞爾西拉圖爾（涅夫勒省）周邊地區的植物地形圖。
- Contributions à la flore de l'Asie orientale, 1905, (in collaboration with Achille Eugène Finet)－對東亞植物區系做出貢獻。
- Contribution à l'étude géo-botanique de l'Indo-Chine, 1926－為印度支那的地質植物學研究做出貢獻[5]。